# Hráz (Měčín)
Hráz je malá vesnice, část obce Měčín v okrese Klatovy v Plzeňském kraji. V roce 2011 zde trvale žilo sedmnáct obyvatel.

## Historie
První písemná zmínka o vesnici pochází z roku 1789.
Vznikla v polovině 18. století na hrázi Velkého rybníka pod panským dvorem zvaným Rudice, když poříčská vrchnost dovolila několika svým poddaným, aby si zde vystavěli chalupy. Velký rybník, který dal vesnici název, byl později zrušen a přeměněn na louky a pole.
Hráz se rozrůstala pomalu, koncem 18. století měla sedm čísel. Panský dvůr v Rudici se tehdy skládal ze čtyř traktů – zděné stodoly se sýpkou, zděného ovčína, dřevěné obytné budovy ovčáckého mistra a dřevěných chlívků s kurníkem. V roce 1837 měla obec podle Stabilního katastru už patnáct čísel popisných.
Panský dvůr o výměře 146,04 ha byl i přes velký odpor zdejších zaměstnanců během pozemkové reformy v roce 1925 rozparcelován. Část pozemků zůstala při dvoře jako zbytkový statek (který přešel do vlastnictví nového majitele) a část byla rozdělena. Vzniklé menší pozemky si koupili především domkaři z Třebýciny a Hráze.

## Obyvatelstvo
| Rok            | 1869 | 1880 | 1890 | 1900 | 1910 | 1921 | 1930 | 1950 | 1961 | 1970 | 1980 | 1991 | 2001 | 2011 | 2021 |
| -------------- | ---- | ---- | ---- | ---- | ---- | ---- | ---- | ---- | ---- | ---- | ---- | ---- | ---- | ---- | ---- |
| Počet obyvatel | 149  | 187  | 139  | 127  | 118  | 106  | 71   | 73   | 50   | 42   | 39   | 35   | 45   | 17   | 21   |
| Počet domů     | 16   | 16   | 17   | 17   | 17   | 17   | 17   | 18   | 18   | 14   | 14   | 16   | 16   | 17   | 15   |

## Obecní správa
Při sčítání lidu v letech 1850–1963 Hráz byla oasadou obce Třebýcina v okrese Přeštice. Od roku 1964 je částí města Měčín v okrese Klatovy.

## Pamětihodnosti

### Zvonička
Malá zvonice stávala v panském dvoře v Rudici. Během první světové války byl zvon odnesen do Červeného Poříčí, protože tamní zvon byl zrekvírován pro válečné účely. Hráz byla bez zvonku do roku 1936, kdy byl 10. dubna duchovním správcem místní farnosti ze Kbela slavnostně posvěcen nový. Ten byl umístěn na novou dřevěnou zvoničku u chalupy čp. 7. Při této příležitosti proběhlo slavnostní kázání katechety Josefa Štucbarta z Přeštic. Zvonička zanikla někdy po roce 1960, bližší okolnosti nejsou známy.

## Galerie

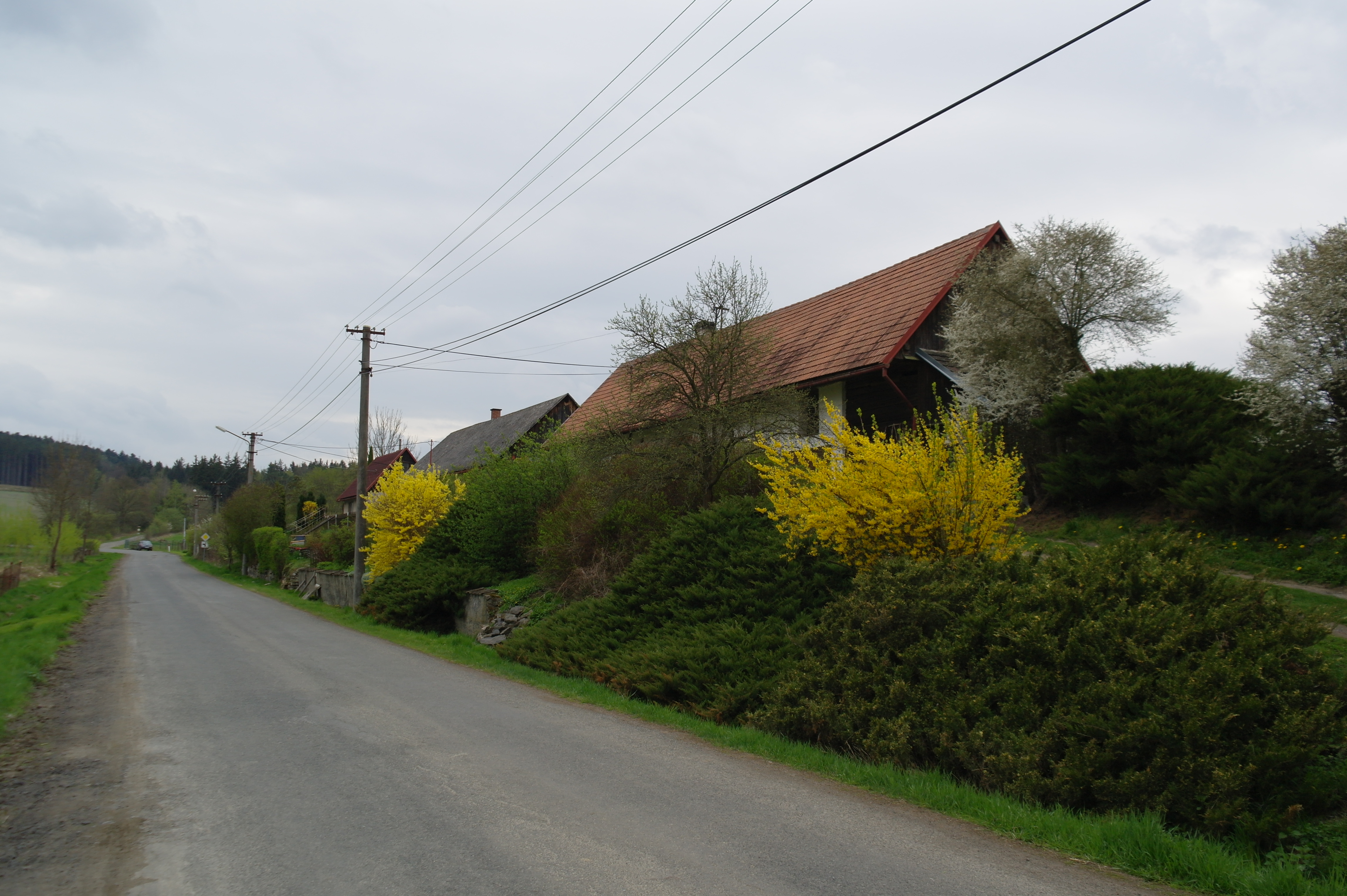
Chalupy
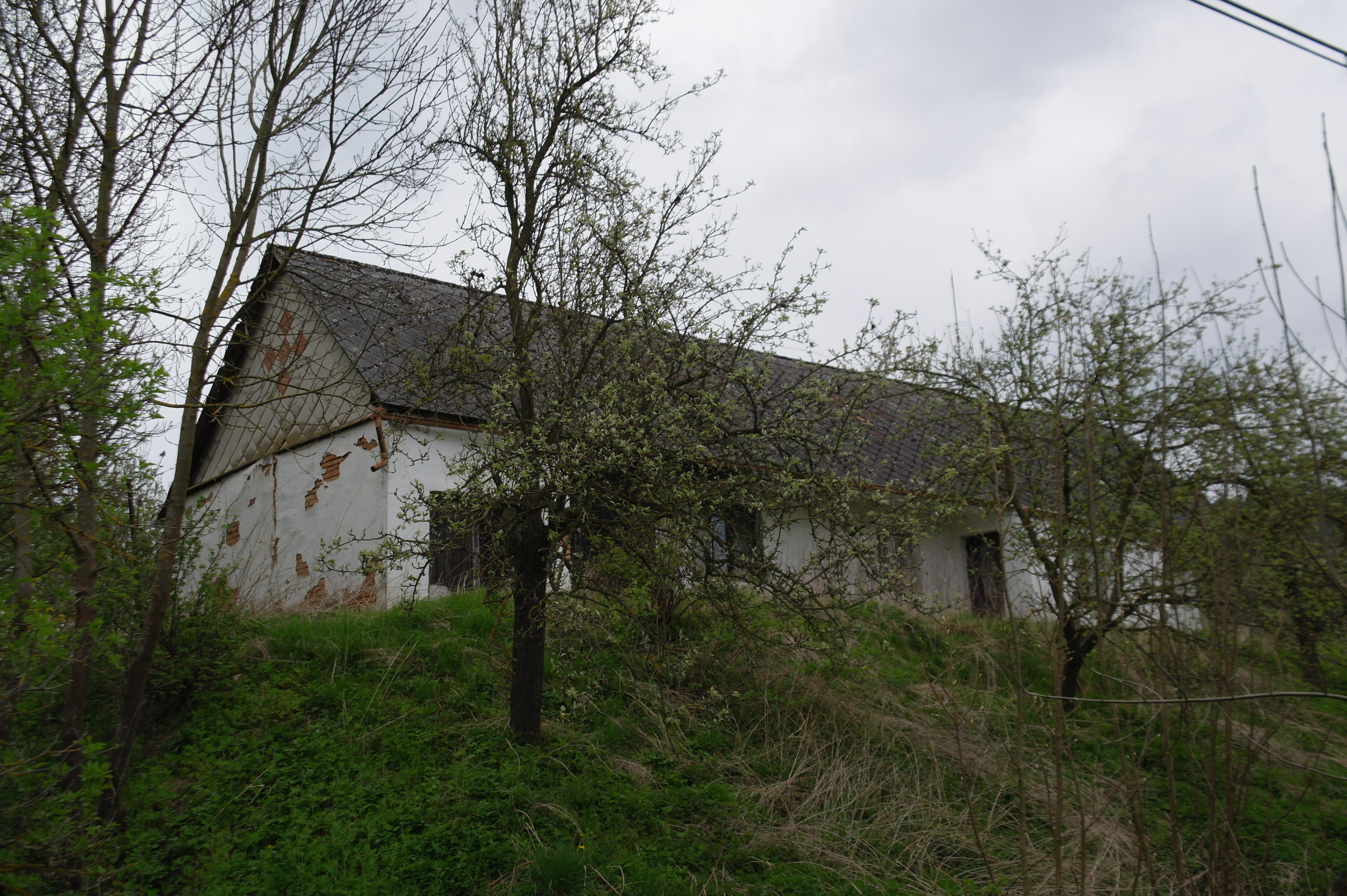
Zchátralá chalupa
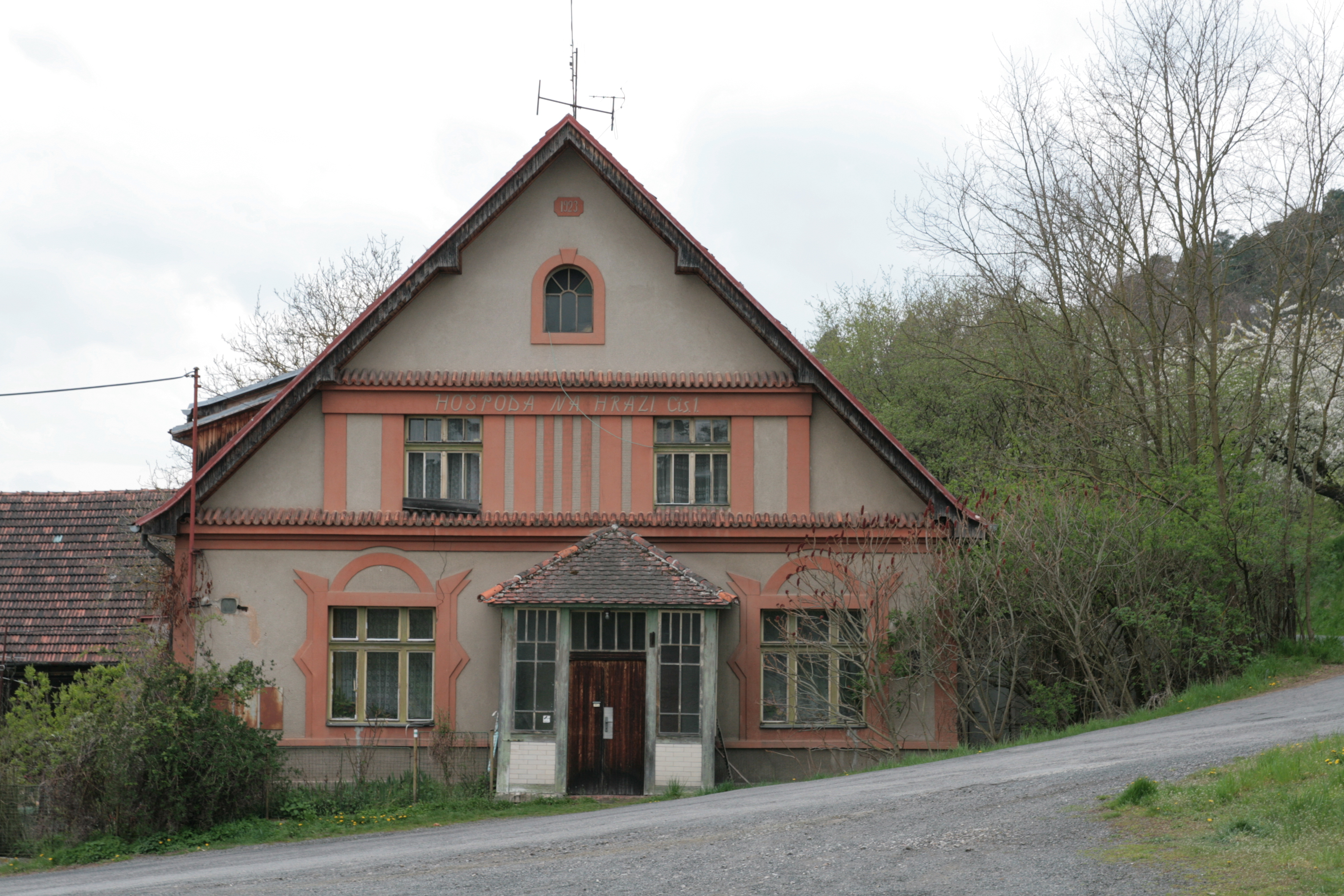
Hospoda Na Hrázi